# Vilho Helanen

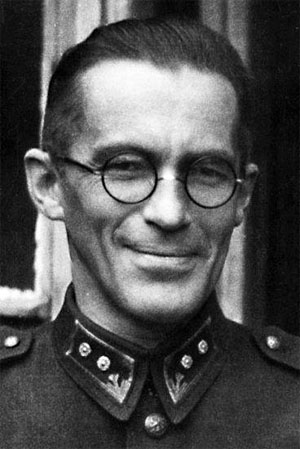
Helanen under första halvan av 1940-talet

Vilho Veikko Päiviö Helanen, född 24 november 1899 i Uleåborg, död 8 juni 1952, var en finsk ämbetsman, politiker och romanförfattare. Han stred med de vita i finska inbördeskriget och förblev stridbar antikommunist, aktiv i Fosterländska folkrörelsen och så småningom högljudd anhängare av Adolf Hitler. Han började att skriva kriminalromaner redan på 1930-talet och använde dessa för att sprida sina antikommunistiska och ultranationalistiska åsikter. År 1941 lanserade han sin detektivfigur Rauta, en advokat som jagar konspiratörer långt ute på den politiska vänsterkanten. Efter andra världskriget dömdes Helanen till fängelse för förräderi men blev senare benådad. Han skrev därefter populära detektivromaner för att försörja sin familj; i de senare romanerna är skurkarna inte längre kommunister utan intrigmakande kvinnor.